# Nadezhda (tàu Nga 1802)
Nadezhda (còn gọi là Nadeshda hoặc Nadeshada) là một con tàu được trang bị ba cột buồm, từng là tàu buôn của Anh mang tên Leander, ra mắt vào năm 1799. Một toán cướp biển Pháp đã cướp tàu nhưng nó mau chóng quay lại tay người Anh. Các tổ chức tư nhân của Nga đã mua tàu vào năm 1802 cho chuyến đi vòng quanh thế giới đầu tiên của Nga (1803-1806) và đổi tên nó. Mặc dù người ta thường thấy các tài liệu tham khảo về "tàu frigate Nadezhda", nhưng nó không phải là tàu frigate và chưa bao giờ là một tàu chiến. Sau chuyến hành trình khám phá của mình, nó phục vụ như một tàu buôn cho chủ sở hữu của mình, Công ty Nga-Mỹ và bị thất lạc vào năm 1808.

## Hoạt động

### Tàu buôn của Anh
Leander được ra mắt tại Luân Đôn là một tàu buôn nặng khoảng 430 ton (bm) vào cuối năm 1799. Vào ngày 3 tháng 12 năm 1799, chủ nhân của nó, C. Anderson, đã nhận được một lá thư ủy quyền tịch thu. Các phiên bản 1800 và 1801 của Đăng kiểm Lloyd cho thấy năm ra mắt của nó là 1799, chủ nhân là Anderson, chủ sở hữu là T. Huggins và buôn từ Luân Đôn sang châu Phi. Một chú giải sau đó cho Đăng kiểm Lloyd 1801 cho thấy O.Brown là chủ, P. Campbell là chủ sở hữu và lái buôn ở Grenada.

#### Chuyến chở nô lệ (1800)
Thuyền trưởng Christopher Anderson đi thuyền từ Luân Đôn vào ngày 21 tháng 1 năm 1800. Leander tập hợp nô lệ tại Bonny lên tàu. Tàu đến Kingston, Jamaica vào ngày 10 tháng 10 và ở đó đã giao 361 nô lệ. Tàu quay về Luân Đôn vào ngày 29 tháng 11. Tàu không đến được Luân Đôn vì vào ngày 17 tháng 1 năm 1801, một toán cướp biển người Pháp với 22 khẩu súng và 160 người đàn ông đã bắt giữ Leander khi tàu gần về đến nước Anh.
Sổ đăng ký của Lloyd năm 1801 mang chú thích "Bị bắt", nhưng bị gạch bỏ. Nó cũng cho thấy O. Brown là chủ nhân, thay thế Anderson, P. Campbell làm chủ sở hữu, thay thế Huggins và giao dịch của tàu là tại Grenada, thay thế giao dịch từ Luân Đôn đến Châu Phi. Làm thế nào Leander trở lại vào tay Anh hiện là chuyện đang bị che khuất.

### Tàu thăm dò của Nga
Năm 1802, Yuri Fydorovich Lisyansky đã mua Leander và một tàu buôn khác mang tên Thames cho chuyến đi thám hiểm đã được lên kế hoạch. Hai tàu tổng giá 17.000 bảng, với chi phí bổ sung là 5.000 bảng tiền sửa chữa.
Hai tàu rời Anh đến Baltic vào tháng 5 năm 1803, cập cảng Kronstadt vào ngày 5 tháng 6. Ở đó, người Nga đã đổi tên Leander thành Nadezhda và Thames thành Neva. Sa hoàng Alexander I đã đặt tên cho chúng, nhưng cả hai chưa bao giờ là bộ phận của Hải quân Nga.
Hai chiếc tàu đã tham gia vào chuyến đi vòng quanh Nga đầu tiên trên thế giới, với Nadezhda đóng vai trò là hạm trưởng của Đô đốc Krusenstern. Tuy nhiên, cuộc thám hiểm đã thất bại trong việc đạt được hai mục tiêu chính là thiết lập quan hệ ngoại giao với Nhật Bản và bảo đảm quyền thương mại đối với Quảng Châu.
Krusenstern và Thuyền trưởng Yury Nevelskoy của Neva đã chuẩn bị cho chuyến đi bằng cách trước tiên phục vụ cho Hải quân Hoàng gia Anh từ năm 1793 đến 1799 để tạo cho họ kỹ năng hải quân. Nadezhda đã chở một đoàn thủy thủ gồm 58 thành viên và mang theo 16 khẩu súng. Nó ra khơi dưới sự bảo trợ của Công ty Nga-Mỹ (RAC). Là một phần của chuyến đi vòng quanh thế giới, Nadezhda đã chở lô hàng của RAC cho Kamchatka và chở đại sứ quán Nga đầu tiên dưới thời Nikolai Rezanov tới Nhật Bản. Một hành khách khác là nhà quý tộc và nhà thám hiểm Fyodor Ivanovich Tolstoy. Ông đã gây phiền toái cho thuyền trưởng và đoàn thủy thủ đến nỗi Krusenstern đã bỏ ông ở Kamchatka.
Nadezhda và Neva rời Kronstadt vào ngày 7 tháng 8 năm 1803. Chúng căng buồm đến biển Baltic, qua Đại Tây Dương và qua Quần đảo Canary và Brazil. Sau đó, hai tàu đi vòng Cape Horn và băng qua Thái Bình Dương, dừng lại ở Marquesas, Quần đảo Aleut, Quần đảo Sandwich (Hawaii) và Kamchatka.
Sau đó hai tàu tách tại Quần đảo Sandwich. Nadezhda đến Nhật Bản để chở đại sứ Nga, trong khi Neva tiếp tục đến thăm các khu định cư của Nga trên bờ biển phía Tây Bắc của Mỹ. Một hành khách trên tàu Nadezhda là Fabian Gottlieb von Bellingshausen, người dẫn đầu chuyến đi vòng quanh thứ hai thế giới của Nga từ năm 1819 đến 1821. Một hành khách khác là Otto von Kotzebue, con riêng của chị gái Kruzenstern.
Năm 1805, Johann Caspar Horner người Thụy Sĩ và Georg Heinrich von Langsdorff người Phổ, hai nhà khoa học đi trên Nadezhda, đã làm một khinh khí cầu bằng giấy washi của Nhật Bản để biểu diễn công nghệ mới này cho khoảng 30 vị đại biểu của Nhật Bản.
Sau khi thăm Nhật Bản, Nadezhda đến Trung Quốc và Ma Cao. Nadezhda và Neva tái hợp trong một thời gian ngắn, sau đó Nadezhda đi vòng quanh châu Phi và quay trở lại Kronstadt qua đường biển Baltic, đến nơi vào ngày 19 tháng 8 năm 1806.

## Số phận
Năm 1808, một thương gia người Mỹ, D. Martin, đã thuê Nadezhda để vận chuyển hàng hóa của RACo từ Kronstadt đến Thành phố New York. Trong chuyến đi, vào tháng 12, tàu bị đóng băng gần Đan Mạch và bị phá hủy. Lloyd's List đăng tin rằng "Nadeshda... bị người Đan Mạch bắt giữ và bị thất lạc tại Malmoe".

## Tên gọi
Tên của nó được đặt cho một vịnh và eo biển Nadezhda ở biển Okshotsk, bốn mũi ở biển Nhật Bản và eo biển Tatar, và đảo Nadezhda (quận Sitka, Alaska) ở Thái Bình Dương.

## Tưởng niệm

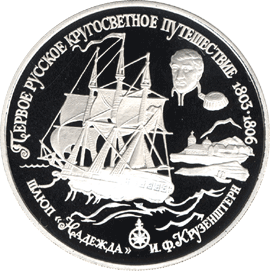
Đồng xu tưởng niệm với hình Nadezhda

Năm 1993, Nga đã phát hành ba loại đồng xu để tưởng niệm chuyến đi vòng quanh thế giới đầu tiên của quốc gia này. Một là đồng xu bạch kim 150 rúp có hình Nadezhda và Neva ở mặt sau. Hai cái còn lại đều là đồng xu palađi 25 rúp, một cho Nadezhda và một cho Neva.

## Sách tham khảo
- Adams, William (1832). The Modern Voyager & Traveller Through Europe, Asia, Africa, & America: America [Người đi du lịch và thám hiểm hiện đại qua Châu Âu, Châu Á, Châu Phi và Châu Mỹ: Châu Mỹ]. (H. Fisher, Son và P. Jackson).
- Barratt, Glynn (1987). The Russian Discovery of Hawai'i: The Ethnographic and Historic Record [Khám phá của Nga về Hawaii: Dân tộc ký và kỷ lục lịch sử]. Số phiên bản giới hạn. ISBN 978-0-915013-08-1.
- Barratt, Glynn (1988). The Russians and Australia (Russia and the South Pacific 1696-1840) [Người Nga và Úc (Nga và Nam Thái Bình Dương 1696-1840)] (Tập I). Đại học British Columbia. ISBN 978-0-7748-0291-8.
- Fisher, Robin và Hugh Johnston (2011) From Maps to Metaphors: The Pacific World of George Vancouver [Từ bản đồ đến ẩn dụ: Thế giới Thái Bình Dương của George Vancouver]. Nhà xuất bản UBC. ISBN 9780774804707 ISBN YAM774804707.
- Tredrea, John và Eduard Sozaev. (2010). Russian Warships in the Age of Sail, 1696-1860: Design, Construction, Careers and Fates [Tàu chiến Nga trong kỷ nguyên tàu buồm, 1696-1860: Thiết kế, xây dựng, hoạt động và số phận]. Nhà xuất bản Seaforth. ISBN 978-1-84832-058-1 Mã số 980-1-84832-058-1.